# Megan Henning
Megan Henning (* 13. September 1978 in Baltimore, USA) ist eine US-amerikanische Schauspielerin.

## Leben

### Film & Fernsehen
Ihren ersten Fernsehauftritt hatte Henning 2000 in der Serie Für alle Fälle Amy. Es folgten weitere Gastauftritte in verschiedenen Fernsehserien wie Without a Trace – Spurlos verschwunden, Emergency Room – Die Notaufnahme oder Veronica Mars. Zudem war sie in Filmen wie Passing Resemblance oder The Lost zu sehen. 2004 bis 2005 spielte Henning in der Serie Eine himmlische Familie in elf Folgen die Rolle der Meredith Davies.

## Theater
Als Theaterschauspielerin war Henning in den Stücken Venus und Adonis und Cardenio von William Shakespeare zu sehen.

## Filmografie (Auswahl)
- 2000: Für alle Fälle Amy (Judging Amy) als Teresa Riley
- 2001: Practice – Die Anwälte (The Practice) als Meredith Danzer
- 2002: Passing Resemblance als Kristina
- 2004: Crossing Jordan – Pathologin mit Profil (Crossing Jordan)
- 2004: Without a Trace – Spurlos verschwunden (Without a Trace) als Allison Toland
- 2004: Wilderness Survival for Girls als Deborah
- 2004: Die himmlische Joan (Joan of Arcadia) als Mari Darlene Fitch
- 2004–2005: Eine himmlische Familie (7th Heaven) als Meredith Davies
- 2005: Emergency Room – Die Notaufnahme (ER) als Katie Milner
- 2005: Veronica Mars (Veronica Mars) als Sabrina Fuller
- 2006: The Lost als Sally Richmond
- 2007: Yesterday Was a Lie als Studentin
- 2007: Ich weiß, wer mich getötet hat
- 2009: Grey’s Anatomy (Fernsehserie, 1 Folge)
- 2010: Private Practice
- 2012: Vegas (Fernsehserie, 1 Folge)
- 2013: Grimm (Fernsehserie, 1 Folge)